# Nadzieja Szuszko
Nadzieja Michajłauna Szuszko (ros. Надежда Михайловна Шушко ;ur. 28 marca 1990) – białoruska zapaśniczka walcząca w stylu wolnym. Zajęła 21 miejsce na mistrzostwach świata w 2015. Dziewiąta w mistrzostwach Europy w 2014. Brązowa medalistka igrzysk europejskich w 2015. Ósma w Pucharze Świata w 2009. Wojskowa wicemistrzyni świata w 2017 i 2018, a trzecia w 2016 roku.